# Machilus japonica
Machilus japonica är en lagerväxtart som beskrevs av Siebold & Zucc.. Machilus japonica ingår i släktet Machilus och familjen lagerväxter. Utöver nominatformen finns också underarten M. j. kusanoi.